# 奧斯特拉鄉 (蘇恰瓦縣)
47°24′N 25°46′E / 47.400°N 25.767°E
奧斯特拉鄉（羅馬尼亞語：Comuna Ostra, Suceava），是羅馬尼亞的鄉份，位於該國東北部，由蘇恰瓦縣負責管轄，面積102平方公里，海拔高度708米，2007年人口3,259，人口密度每平方公里32人。